# Bonaberiana cyanescens
Bonaberiana cyanescens är en fjärilsart som beskrevs av George Francis Hampson 1926. Bonaberiana cyanescens ingår i släktet Bonaberiana och familjen nattflyn. Inga underarter finns listade i Catalogue of Life.